# Morphological Catalogue of Galaxies
Le Morphological Catalogue of Galaxies (MCG), ou Morfologiceskij Katalog Galaktik en russe ( « Catalogue morphologique des galaxies » ), est un catalogue de galaxies russe d'environ 34 000 galaxies compilé par Boris Vorontsov-Velyaminov et V. P. Arkhipova, et publié entre 1962 et 1974. Il est renseigné à partir d'un examen approfondi de tirages des plaques du Palomar Observatory Sky Survey (POSS), et est réputé complet jusqu'à une magnitude photographique de 15.